# Zanthoxylum acanthopodium
Zanthoxylum acanthopodium är en vinruteväxtart som beskrevs av Dc.. Zanthoxylum acanthopodium ingår i släktet Zanthoxylum och familjen vinruteväxter. Inga underarter finns listade i Catalogue of Life.